# Volkswagen Transporter

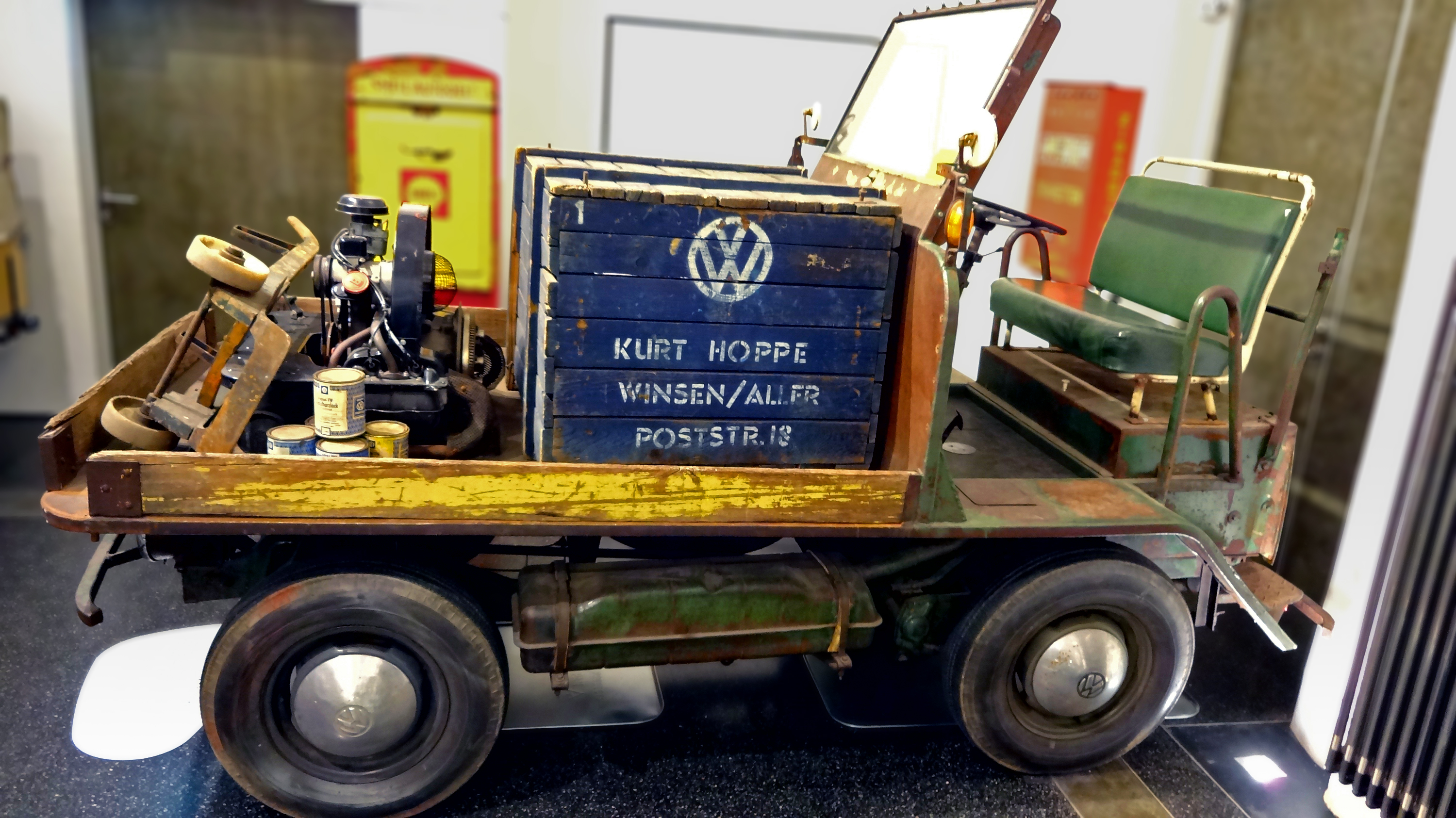
Volkswagen 'Plattenwagen' 1947, de basis voor de Transporter

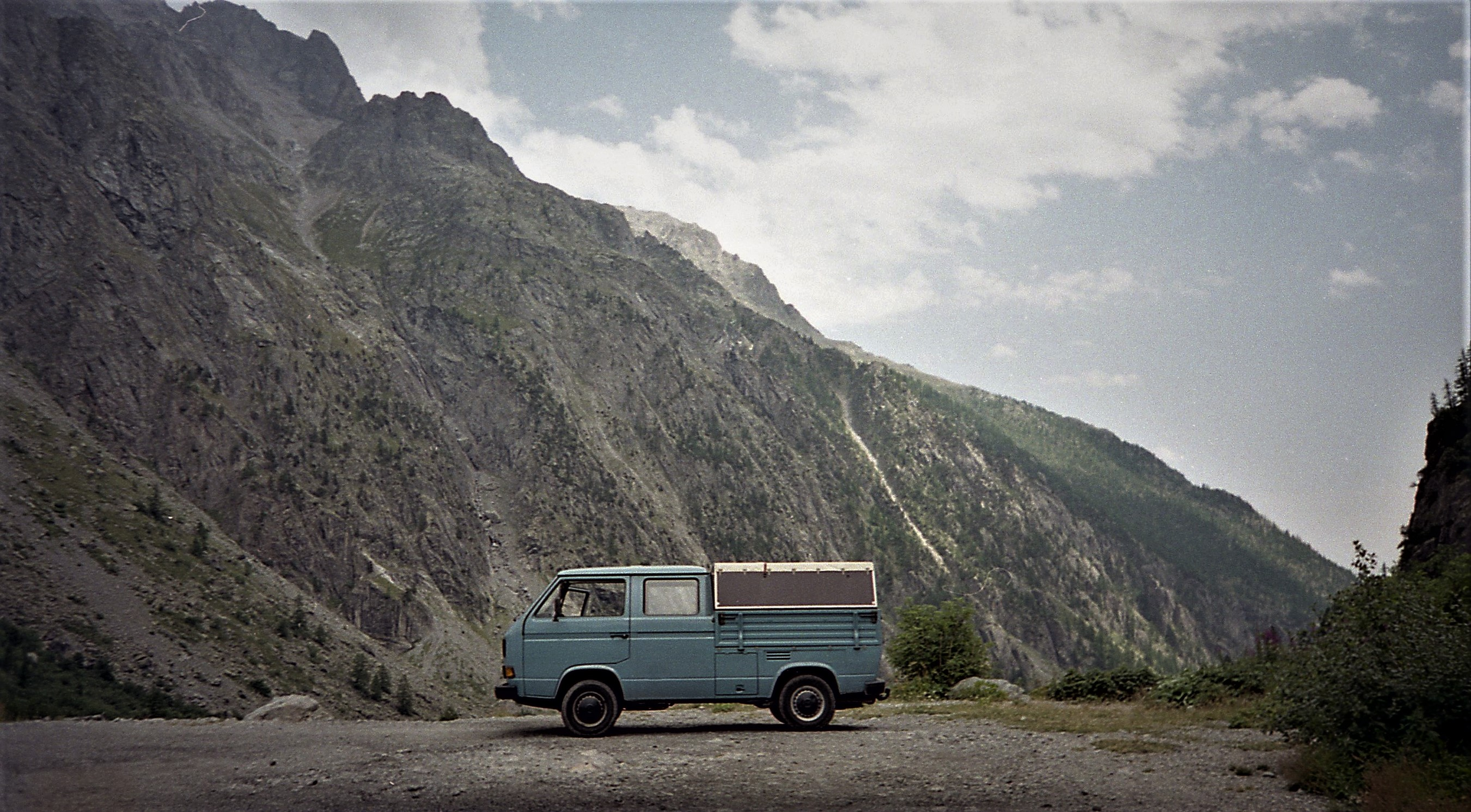
Volkswagen T3 met dubbele cabine

Transporter is de naam voor een bestelwagen van de Duitse autofabrikant Volkswagen, die intern bekendstaat als Typ 2 (de Volkswagen Kever heette intern Typ 1). Sinds 1990, met de komst van de T4 variant, is Transporter ook als naam geregistreerd. Voor de diverse modellen zijn door de jaren heen diverse bijnamen gebruikt, waarbij VW-Bus de algemeen gebruikte is. In het Duits wordt de wagen Bulli genoemd.
Onder de naam Typ 2 zijn inmiddels zes generaties op de markt gebracht, van T1 tot en met T6. Typ 2 is dus, in tegenstelling tot wat nog weleens wordt gedacht, niet synoniem aan een T2-bus.
De Typ 2 is het tweede model dat door het naoorlogse Volkswagen geproduceerd werd; eerder fabriceerde het bedrijf alleen de Volkswagen Kever. De productie begon in 1950. In de jaren zestig en zeventig werd de Typ 2 een populair hippiebusje, voornamelijk omdat hij veel ruimte bood aan personen, goederen en levensmiddelen.

## Geschiedenis
Het idee voor de Typ 2 is afkomstig van de Nederlandse Volkswagen-importeur Ben Pon. Toen hij op 23 april 1947 bij de Volkswagenfabriek in Wolfsburg op bezoek was zag hij daar een transportwagen op de bodemplaat van een Volkswagen Kever, die werd gebruikt voor intern transport. Met deze Plattenwagen als uitgangspunt schetste hij een busje. Die schets bevindt zich in het Rijksmuseum. In 1948 besloot Heinrich Nordhoff dat Volkswagen de schets zou uitwerken. Al snel bleek dat de bodemplaat van de Kever te zwak was om een vol beladen bestelwagen te dragen. In plaats daarvan kwam een ladderchassis met een zelfdragende carrosserie. Het resultaat werd beproefd in de windtunnel van de Technische Universiteit van Braunschweig. Toen de luchtweerstand nogal hoog bleek, werd door de universiteit een afgeronde vorm voorgesteld. Daarmee werd de luchtweerstand lager dan die van de Kever. De serieproductie van het nieuwe model begon op 8 maart 1950.
De Typ 2 was naast de Citroën TUB (later Citroën H) een van de eerste auto's waarin de bestuurder recht boven de vooras van het voertuig zat. Deze bouwwijze werd overgenomen door de concurrentie, in de Verenigde Staten door Chevrolet in de Chevrolet Greenbrier en in Europa bijvoorbeeld door de Fiat 238. Tegenwoordig is het in Europa en Oost-Azië veruit de meest gebruikte configuratie voor lichte bestelwagens. Van het model verschenen talloze uitvoeringen, niet alleen van Volkswagen zelf maar ook van Westfalia (camper). 
Tot de komst van de vierde generatie (T4) in 1990 zat de motor achterin, waardoor een vlakke laadvloer niet mogelijk was. Dit was een erfenis van de Volkswagen Kever waarop het model was gebaseerd.

## Campers
De Volkswagen Transporter heeft een grote reputatie als kampeerauto. Begin jaren 60 verscheen de eerste kampeerauto die Volkswagen in samenwerking met Westfalia gebouwd had. Ook van de T2, de T3 en de T4 werd een camperversie gebouwd in samenwerking met Westfalia. De T5- en T6-camper (California) heeft Volkswagen zelf ontwikkeld en geproduceerd.

## T1 (1950-1967)

#### Kenmerken

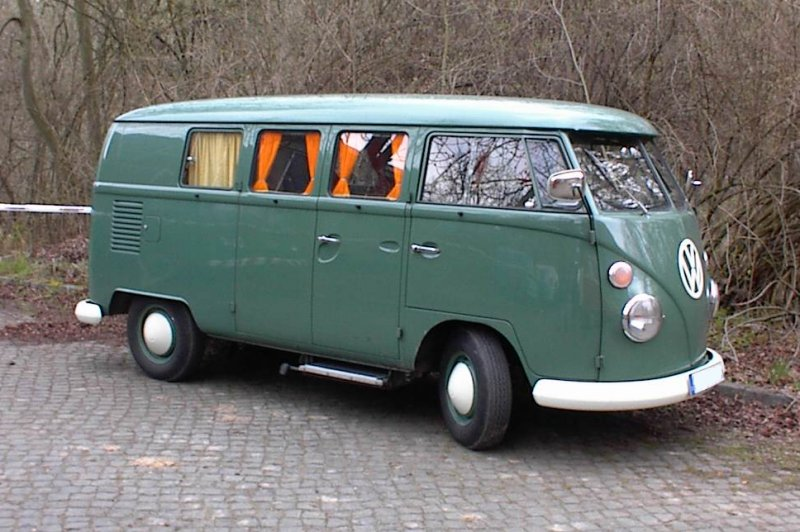
1963 T1c Kombi met de 'pet' boven de voorruiten

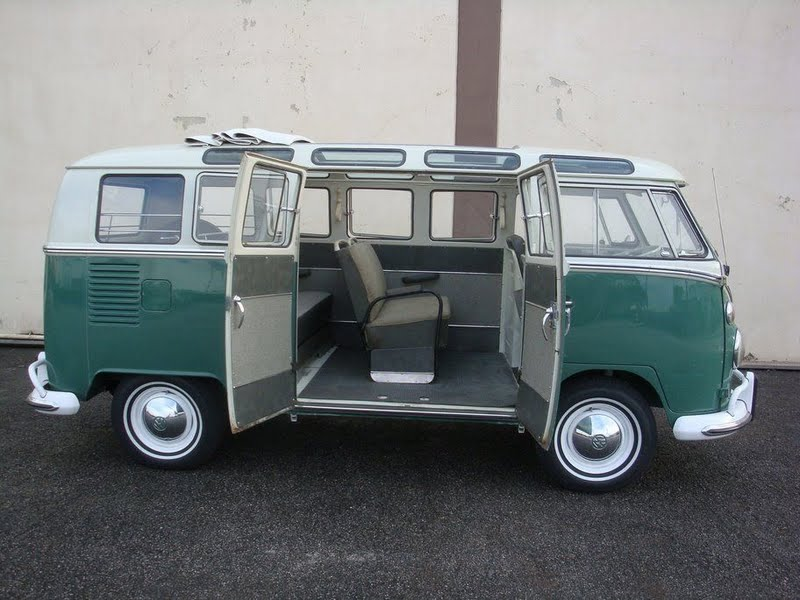
T1 In Samba-uitvoering

Het allereerste T1-model, met de voorruit met een metalen spijltje in het midden, de spijlbus of de Microbus / Transporter, werd geproduceerd tussen 8 maart 1950 en het eind van 1967. Eerst werd de bus nog in Wolfsburg geproduceerd; vanaf 8 maart 1956 werd een gloednieuwe autofabriek in Hannover gebruikt voor de productie.
De Microbus / Transporter heeft als interne benaming bij Volkswagen de Typ 2 (de cijfers achter de 2 geven aan om welk model het gaat).
In februari 1955 kwam het vernieuwde model op de markt. Volkswagen had de carrosserie ingrijpend gewijzigd. Het dak kreeg een luifel boven de voorruiten, waarin roosters kwamen voor aanvoer van verse lucht, en de motorklep en motorruimte werden aanzienlijk lager uitgevoerd. Daardoor ontstond ruimte voor een achterklep. Als gevolg daarvan konden bouwvakkers, loodgieters en timmerlieden materialen van grotere lengte vervoeren die via de achterklep geladen konden worden. Net zoals bij de Volkswagen Kever het geval was, werd in de Transporter een viercilinder boxermotor met een cilinderinhoud van 1131 cc toegepast, die 25 pk leverde. Ook bij de Transporter lag deze motor achterin en was hij luchtgekoeld. In 1953 werd dit een 1192 cc 30 pk motor. Een versie van 36 pk was ook verkrijgbaar. Deze had dezelfde cilinderinhoud maar kon dankzij een hogere compressie wat meer vermogen leveren. Deze versie werd in 1955 de standaardmotor. Een 40 pk-motor kwam vanaf 1959 op de markt, maar bleek dusdanig storingsgevoelig dat VW alle wagens terugriep naar de garage en de motoren verving.
De eerste versies van de T1 (Transporter 1ste generatie) werd T1a genoemd. T1b betrof een wagen met een iets langere daklijn boven het voorraam en een kleinere motorruimte. Vanaf modeljaar 1963 werden de wagens aangeduid als T1c; de achterklep was breder uitgevoerd. Daarnaast werden in datzelfde jaar de scharnierende laaddeuren aan de zijkant vervangen door een schuifdeur. De introductie van wat aanvankelijk een zwaar transport Transporter werd genoemd – hij kon 1000 kg vracht vervoeren in plaats van 750 – bleek dermate succesvol dat deze uitvoering de standaard-Transporter werd. Het model was verkrijgbaar met een nieuwe 1493 cc-motor (1.5L of ‘1500’ genoemd) die 51 pk leverde. Nadat de Kever vanaf 1967 met dezelfde motor werd uitgerust, werd het vermogen opgevoerd tot 53 pk. De motoren van deze Transporters bleken uiterst betrouwbaar en gingen zonder problemen meer dan 250.000 km mee. Met de jaren zestig als ijkpunt was deze betrouwbaarheid zeer hoog te noemen. De uitvoering als pick-up was in de Verenigde Staten populair. In 1967 kwam een eind aan de Duitse productie van de 'spijltjesbus'. Hij werd opgevolgd door de T2, maar het model werd nog tot 1975 in São Bernardo do Campo, Brazilië geproduceerd. Bij de Braziliaanse busjes werden enkele verbeteringen toegepast die in de T2 waren doorgevoerd, zoals een gewijzigd front en grotere achterlichten. Deze zogenaamde T1.5 werd tot 1996 geproduceerd.
Bezitters van T1’s refereren vaak aan het aantal ramen dat hun busje heeft om onderscheid te kunnen maken tussen de vele passagiersuitvoeringen. De ‘basis’-Kombi Transporter is die met elf ramen: twee voorramen (wegens het middenspijltje); drie zijramen aan ieder kant, een raam in iedere voordeur en één achterraam. Het ‘DeLuxe’-model is een vijftien-ramer: deze kent vier zijramen en aan weerszijden van het achterraam een gebogen achterraampje. Dit model was niet in Europa verkrijgbaar. De 23-ramer werd in de VS ‘sunroof deluxe’ genoemd; deze had aan iedere wagenkant acht kleine panoramaraampjes. Een 21-ramer had de gebogen achterraampjes niet. De 21- en 23-ramer kregen later de bijnaam Samba’s. ‘Echte’ Samba’s zijn echter 21- of 23-ramers met de meest luxe uitvoeringen die verkrijgbaar waren: chromen lijsten, een uitgebreider dashboard en standaard een canvas open dak. Samba’s werden geproduceerd vanaf 1951. Het was een uitvoering die niet in de T2 – T6 werd gecontinueerd. (Luxe tot zeer luxe uitvoeringen van de T2 – T6 bestaan echter wel: de Caravelle’s, California’s en Multivan’s bijvoorbeeld.) Goede Samba's zijn een gewild verzamelobject: in 2015 werd een Samba geveild voor 198.000 dollar.
Op 1 augustus 1967 kwam een compleet vernieuwd model met panoramische voorruit op de markt.

###### Modelcodes
| 21 - Bestelwagen                                          | 22/28 - Microbus                                                                   | 23 - Kombi                                                                                    | 24/25 - Microbus Deluxe                                        | 26 - Enkelcabine en Dubbelcabine                                      | 27 - Ambulance                                            | 28 - Microbus - korte middenbank | 29 - Prototype            |
| --------------------------------------------------------- | ---------------------------------------------------------------------------------- | --------------------------------------------------------------------------------------------- | -------------------------------------------------------------- | --------------------------------------------------------------------- | --------------------------------------------------------- | -------------------------------- | ------------------------- |
| 211 Laaddeuren rechts, links gestuurd                     | 221 Laaddeuren rechts, links gestuurd, volle lengte middenbank                     | 231 Laaddeuren rechts, links gestuurd                                                         | 241 Laaddeuren rechts, links gestuurd, volle lengte middenbank | 261 Enkelcabine, klep gereedschap kompartiment rechts, links gestuurd | 271 Laaddeuren rechts, links gestuurd                     |                                  | 29 Prototype Transporters |
| 213 Laaddeuren links, links gestuurd, M-code 023 tot 1959 | 223 Laaddeuren links, links gestuurd, volle lengte middenbank, M-code 062 tot 1959 | 233 Laaddeuren links, links gestuurd, M-code 033 tot 1959 en M-code 087 met zonnedak tot 1959 | 244 Laaddeuren links, rechts gestuurd, volle lengte middenbank | 263 Enkelcabine, klep gereedschap kompartiment links, links gestuurd  | 273 Laaddeuren links, links gestuurd, M-code 081 tot 1959 |                                  |                           |
| 214 Laaddeuren links, rechts gestuurd                     | 224 Laaddeuren links, rechts gestuurd, volle lengte middenbank                     | 234 Laaddeuren links, rechts gestuurd                                                         | 251 Laaddeuren rechts, links gestuurd, korte middenbank        | 264 Enkelcabine, klep gereedschap kompartiment links, rechts gestuurd | 274 Laaddeuren links, rechts gestuurd                     |                                  |                           |
| 215 Laaddeuren links en rechts, links gestuurd            | 225 Laaddeuren rechts, zonnedak, links gestuurd, volle lengte middenbank           | 235 Laaddeuren rechts, zonnedak, links gestuurd                                               |                                                                | 265 Dubbelcabine, cabine deur rechts, links gestuurd                  |                                                           |                                  |                           |
| 216 Laaddeuren links en rechts, rechts gestuurd           | 228 Laaddeuren links, zonnedak, rechts gestuurd, volle lengte middenbank           | 237 Laaddeuren rechts, zonnedak, links gestuurd                                               |                                                                | 267 Dubbelcabine, cabine deur links, links gestuurd                   |                                                           |                                  |                           |
|                                                           | 281 Laaddeuren rechts, links gestuurd, korte middenbank                            | 238 Laaddeuren links, zonnedak, rechts gestuurd                                               |                                                                | 268 Dubbelcabine, cabine deur links, rechts gestuurd                  |                                                           |                                  |                           |
|                                                           | 285 Laaddeuren rechts, zonnedak, links gestuurd, korte middenbank                  |                                                                                               |                                                                |                                                                       |                                                           |                                  |                           |

## T2 (1967-1979)

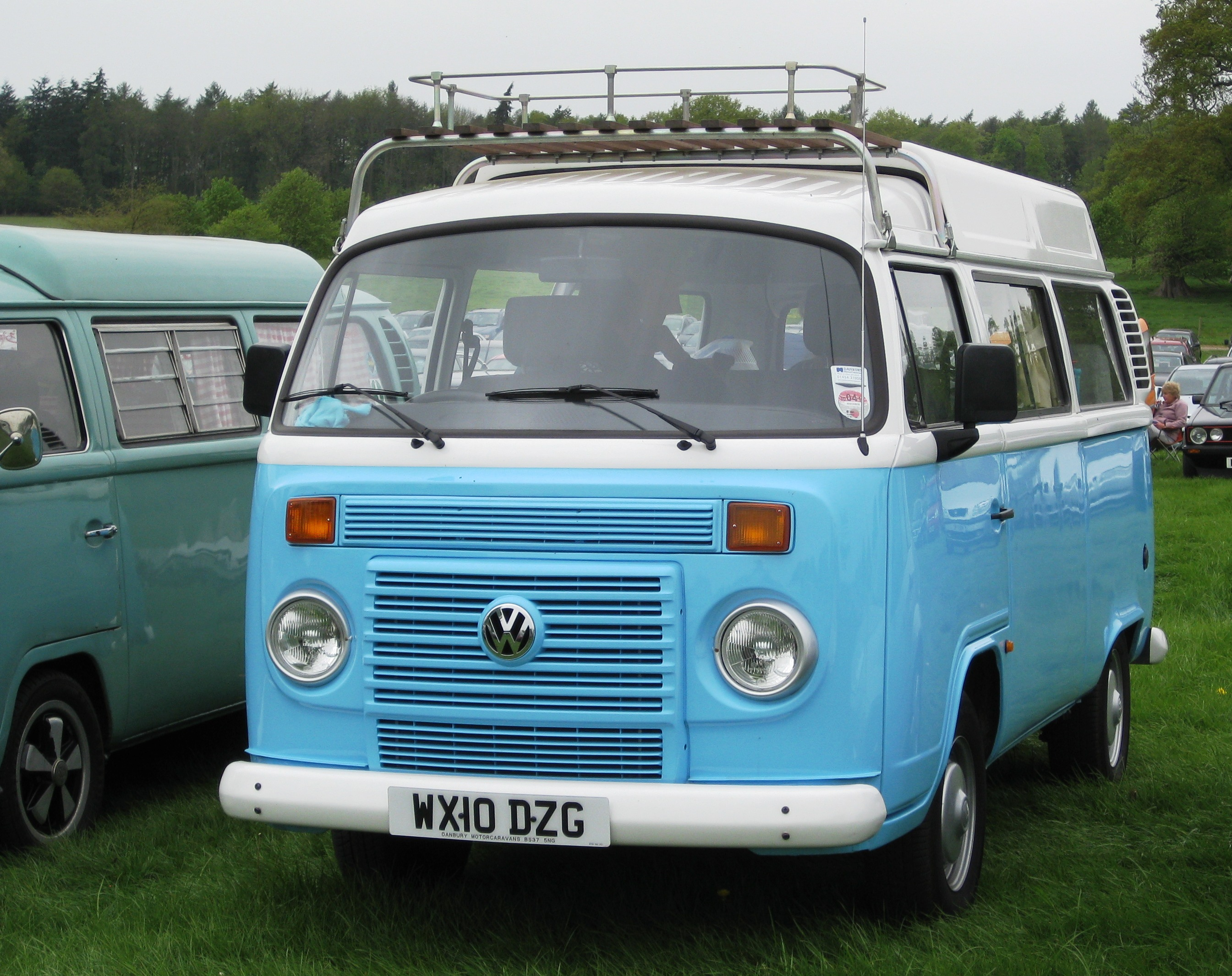
In Brazilië wordt een vloeistofgekoelde motor in de T2 geplaatst, echter alleen voor de thuismarkt

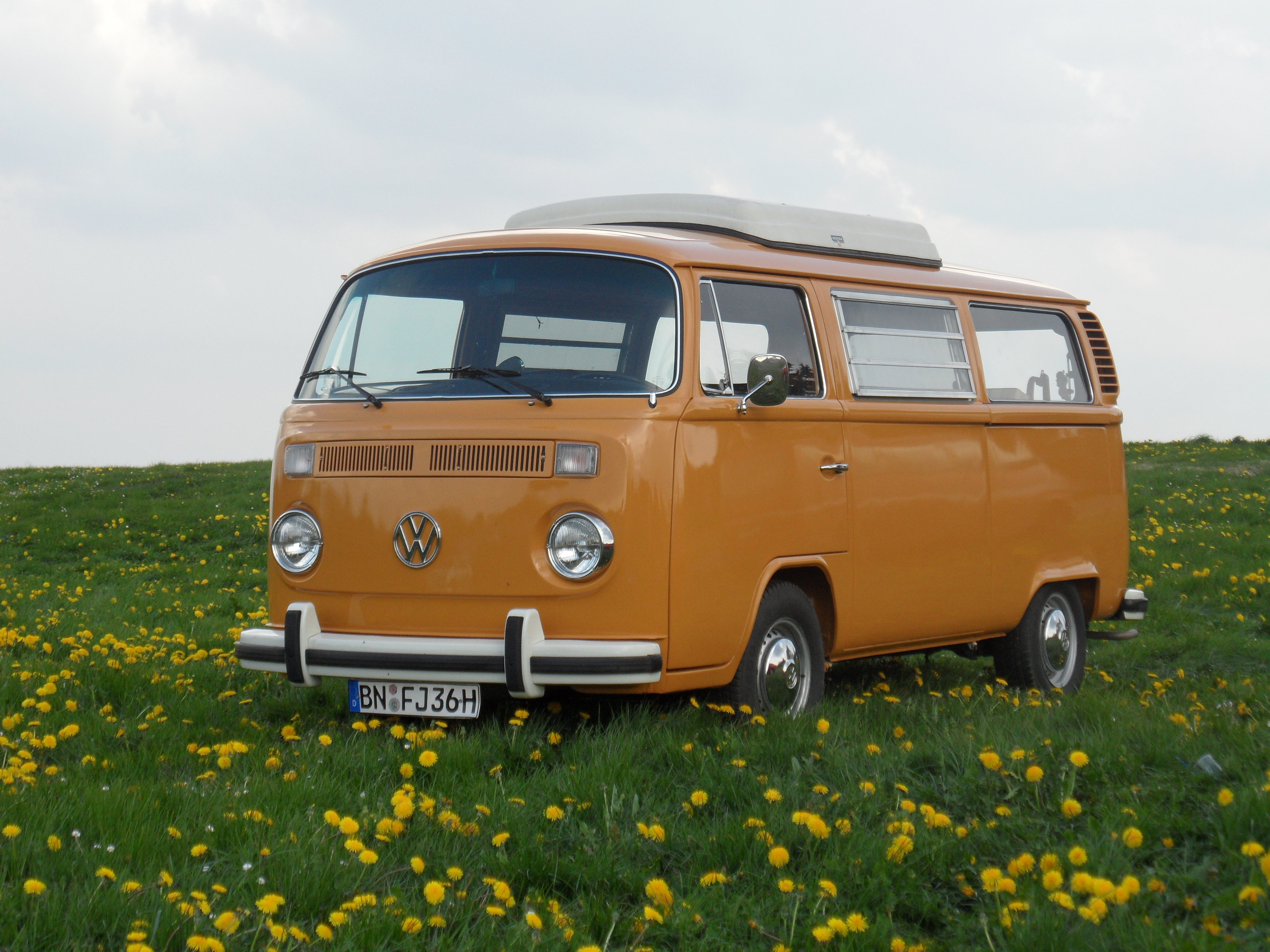
T2b „Camper“

In 1967 werd de tweede generatie Typ 2 geïntroduceerd, de Panoramabus. Dit model heeft grote zijramen, en een gewelfde voorruit zonder middenspijl. Behalve uiterlijke wijzigingen, kende het nieuwe exemplaar ook enkele motorische verbeteringen. Met 1,6 L en 48 DIN pk (35 kW) werd het vermogen van de motor groter.
Ook van de T2 werden verschillende versies gemaakt. De modellen van voor 1971 worden T2a genoemd. In 1972 is een overgangsmodel geproduceerd dat de modelnaam T2a/b kreeg. Een front van de a en achterkant van het b model zijn belangrijkste kenmerken. Typ 2's van tussen 1972 en het begin van de jaren 80 hebben de naam T2b. De term T2c is bedoeld voor de bussen met verhoogde daken die in de vroege jaren '90 speciaal voor Amerikaanse marktkooplui werden gebouwd.
De T2 werd eerst in Duitsland, daarna in Mexico en vervolgens in Brazilië gebouwd. Vanaf modeljaar 2006 is een vloeistofgekoelde motor geplaatst (een 1,4 liter met 78 pk), waarmee het tijdperk van de luchtgekoelde boxermotor ten einde kwam. Op 20 december 2013 werd de laatste T2 gebouwd; het type voldeed niet meer aan Braziliaanse veiligheidseisen. Het aantal geproduceerde voertuigen was rond 80.000.

#### Varianten
De Typ 2 was in een aantal kenmerkende varianten verkrijgbaar:
- zonder ramen en meubilair in de achterzijde
- met verhoogd plafond
- met verplaatsbare stoelen
- met comfortabeler inrichting
- met 'skylight'-ramen en uitschuifbaar zonnedak
- pick-up
- pick-up met dubbele rij stoelen
- camper (gebouwd door Westfalia en Winnebago Industries)
- met zowel kampeer-, laad- als passagiersruimte

## T3 (1979-1992)

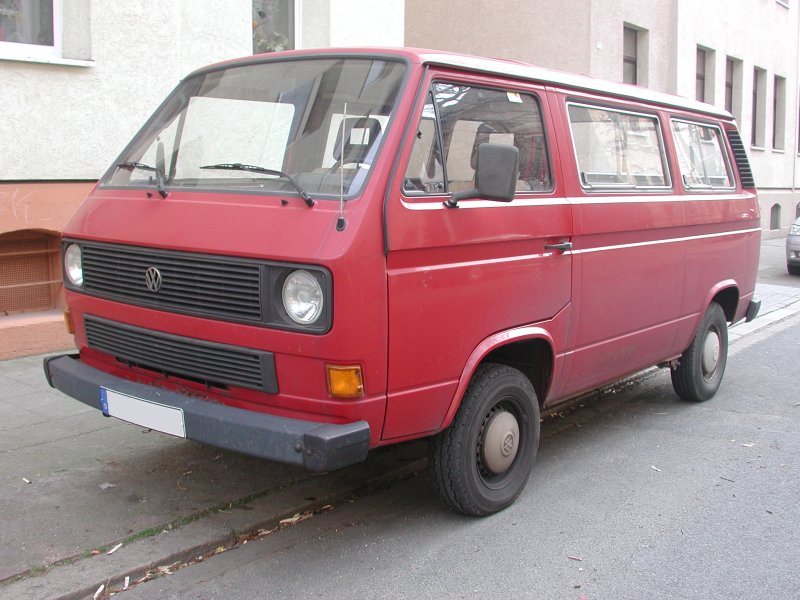
T3

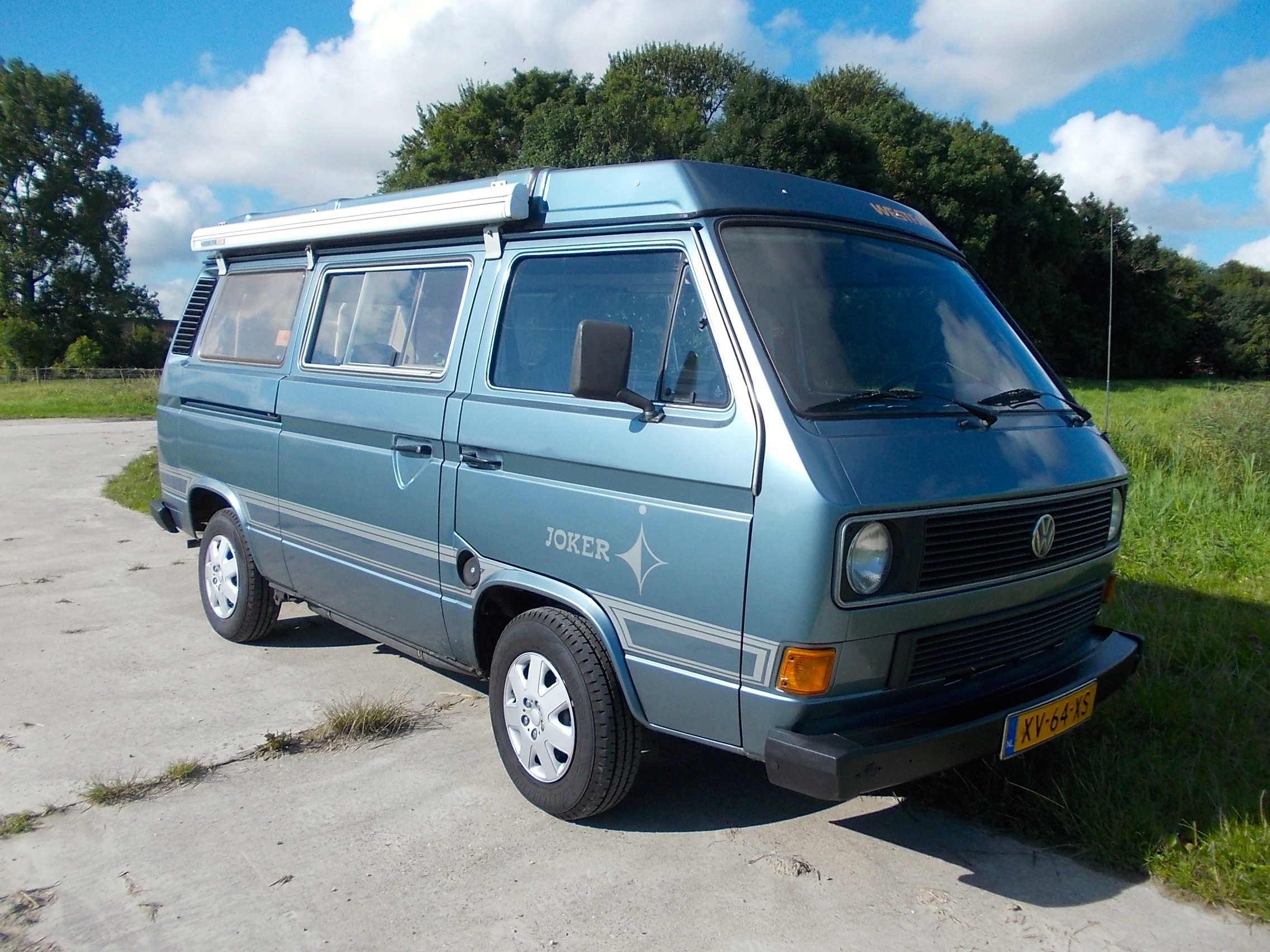
Volkswagen T3 1984 Westfalia "Joker" uitvoering

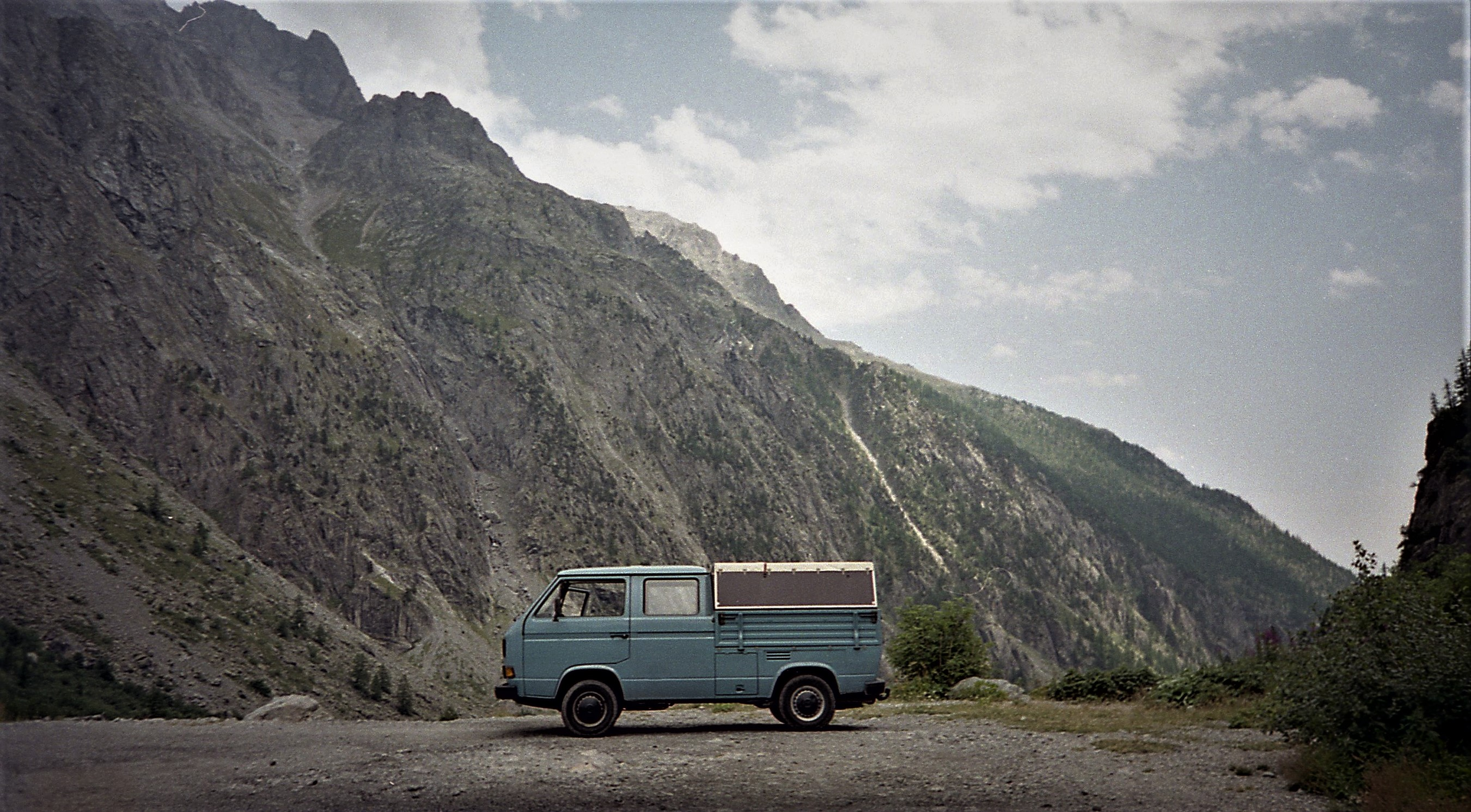
Volkswagen T3 met dubbele cabine

De T3 kent verschillende benamingen: in het Verenigd Koninkrijk en Ierland werd het nieuwe type T25 genoemd en in de Verenigde Staten gebruikte men de naam Vanagon voor de bus. Dit model, dat gemaakt werd tussen 1979 en 1992, kenmerkt zich door een strakker uiterlijk en een totaal vernieuwde techniek. Vanaf 1980 werden watergekoelde dieselmotoren ingebouwd en vanaf 1983 dito benzinemotoren (beide zijn herkenbaar aan een kleine grille boven de bumper, waarachter zich de radiateur bevindt).
Het prominente VW-logo op de voorzijde van de T1's en T2's werd nu een bescheiden logo op de grille.
Officieel werd de T3 in 1990 vervangen door de T4. In een fabriek in in Graz bleef Volkswagen het model echter tot 1992 produceren voor onder andere de Deutsche Bundespost en de Bundeswehr, maar tot 2003 werden in Zuid-Afrika ook nog T3's geproduceerd.
De naam Caravelle werd geïntroduceerd voor de passagiersversie.
De T3 is geleverd met de volgende motoren:
Benzine
| Type | Motor   | Vermogen | Koeling | Katalysator | Motorcode | Bouwjaar    |
| ---- | ------- | -------- | ------- | ----------- | --------- | ----------- |
| 1.6  | 4-boxer | 55 pk    | lucht   | nee         | CT        | 1979 - 1982 |
| 2.0  | 4-boxer | 70 pk    | lucht   | nee         | CU        | 1979 - 1982 |
| 1.9  | 4-boxer | 60 pk    | water   | nee         | DF        | 1982 - 1985 |
| 1.9  | 4-boxer | 78 pk    | water   | nee         | DG        | 1982 - 1990 |
| 2.1  | 4-boxer | 112 pk   | water   | nee         | DJ        | 1984 - 1989 |
| 2.1  | 4-boxer | 95 pk    | water   | ja          | MV        | 1985 - 1990 |
| 2.1  | 4-boxer | 92 pk    | water   | ja          | SS        | 1989 - 1992 |

Diesel
| Type   | Motor     | Vermogen | Koeling | Katalysator | Motorcode | Bouwjaar    |
| ------ | --------- | -------- | ------- | ----------- | --------- | ----------- |
| 1.6 D  | 4-in-lijn | 52 pk    | water   | nee         | CS        | 1981 - 1987 |
| 1.7 D  | 4-in-lijn | 55 pk    | water   | nee         | KY        | 1984 - 1992 |
| 1.6 TD | 4-in-lijn | 70 pk    | water   | nee         | JX        | 1987 - 1989 |

## T4 (1990-2003)

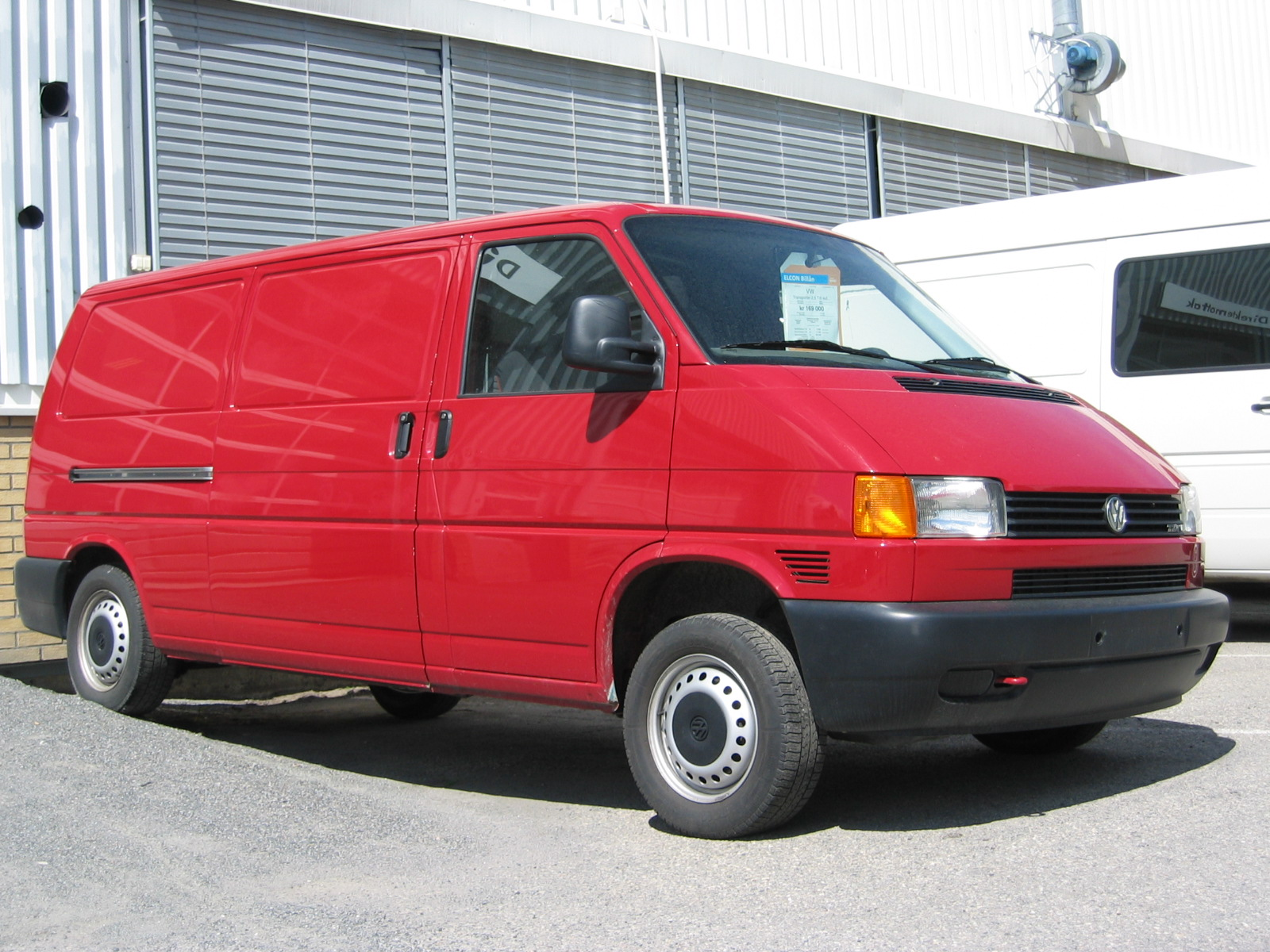
T4

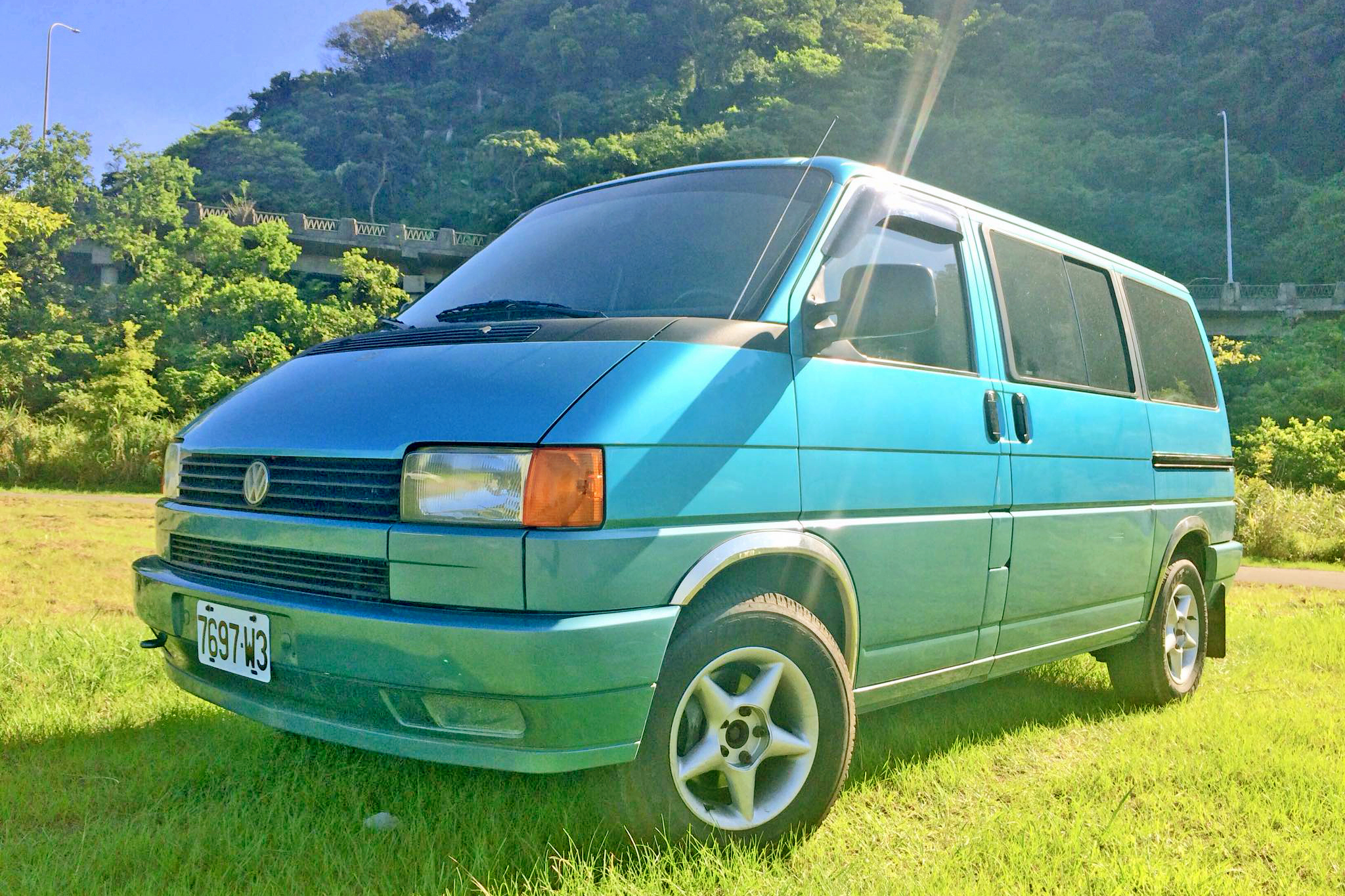
Volkswagen T4 Made in Taiwan Version

Na de T3 werd de Typ 2 ingrijpend gewijzigd, en werd de T4 leverbaar. De motor die zich tot dan achterin bevond, werd voorin geplaatst en tevens werd voorwielaandrijving toegepast. Zo werd een vlakke laadvloer mogelijk. De wijziging had ook gevolgen voor de vormgeving. De T3 had al geen rechte voorzijde meer, maar de T4 kreeg een schuin aflopende voorzijde en bovendien zat de bestuurder niet meer boven de vooras. Ook nieuw was dat de koper vanaf nu voor een gewone of een 40 cm verlengde versie kon kiezen. Tevens was de T4 optioneel met Syncro vierwielaandrijving beschikbaar. De T4 werd vanaf 1990 geleverd. Volkswagen leverde al langer onder de naam Transporter, maar vanaf nu zou deze naam aan de bestelautoversie voorbehouden blijven. De personenautoversies werden Caravelle en Multivan genoemd, waarbij de zetels respectievelijk vooruit of naar elkaar toe keken. Vaak wordt de 88 pk-motor getuned naar minstens 102 pk, een andere originele specificatie.
De T4 is geleverd met de volgende motoren:
Benzine
| Type    | Motor     | Vermogen | Koppel | Aandrijving  | jaartal     |
| ------- | --------- | -------- | ------ | ------------ | ----------- |
| 1.8     | 4-in-lijn | 67 pk    | 140 Nm | voor         | 1990 - 1992 |
| 2.0     | 4-in-lijn | 84 pk    | 159 Nm | voor         | 1990 - 2003 |
| 2.5     | 5-in-lijn | 110 pk   | 190 Nm | voor/synchro | 1990 - 1996 |
| 2.5     | 5-in-lijn | 115 pk   | 200 Nm | voor/synchro | 1996 - 2003 |
| 2.8 VR6 | VR6       | 140 pk   | 240 Nm | voor         | 1996 - 2000 |
| 2.8 V6  | VR6       | 204 pk   | 245 Nm | voor         | 2000 - 2003 |

Diesel
| Type    | Motor     | Vermogen | Koppel | Aandrijving  | jaartal     |
| ------- | --------- | -------- | ------ | ------------ | ----------- |
| 1.9 D   | 4-in-lijn | 60 pk    | 127 Nm | voor         | 1990 - 1995 |
| 1.9 TD  | 4-in-lijn | 68 pk    | 140 Nm | voor         | 1992 - 2003 |
| 2.4 D   | 5-in-lijn | 78 pk    | 164 Nm | voor/synchro | 1990 - 1998 |
| 2.4 D   | 5-in-lijn | 75 pk    | 160 Nm | voor/synchro | 1997 - 2003 |
| 2.5 TDI | 5-in-lijn | 88 pk    | 195 Nm | voor         | 1998 - 2003 |
| 2.5 TDI | 5-in-lijn | 102 pk   | 250 Nm | voor/synchro | 1995 - 2003 |
| 2.5 TDI | 5-in-lijn | 150 pk   | 295 Nm | voor/synchro | 1998 - 2003 |

## T5 (2003-2015)

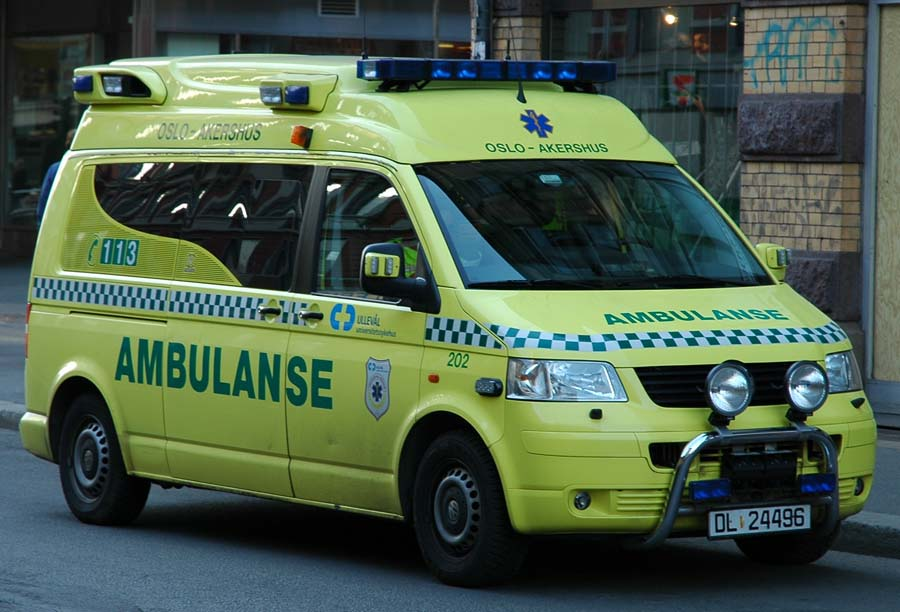
T5 Ambulance

De T4 werd in 2003 opgevolgd door de T5. Hij werd zowel in Hannover als in Poznań gebouwd. Nieuw bij de T5 was dat de versnellingspook in het dashboard was geplaatst. Ook de uitrusting en het aantal opties was flink uitgebreid met bijvoorbeeld een navigatiesysteem, klimaatcontrole en Bi-xenon verlichting in de koplampen. De zwaardere motoren konden geleverd worden met 4Motion vierwielaandrijving. Bij de transmissie kon er gekozen worden uit een handgeschakelde 5-versnellingsbak voor de 4-cilinder motoren, of een 6-versnellingsbak of automatische 6-traps versnellingsbak voor de 5-cilinder motoren.
De TDI dieselmotoren zijn uitgerust met Volkswagen's pompverstuivertechniek, waardoor ze krachtiger en zuiniger zijn dan voorgaande motoren. De sterkste dieselmotor is de 2,5-liter 5-cilinder TDI-motor met 174 pk die ook in de Volkswagen Touareg werd gebruikt. De sterkste benzinemotor is de 3,2-liter VR6-motor met 235 pk die eveneens in de Touareg werd gebruikt. Ook werd de 2,0-benzinemotor geschikt gemaakt voor het rijden op aardgas (CNG). Deze versie kwam onder de naam Ecofuel op de markt. Vanaf eind 2006 waren de viercilinder dieselmotoren als extra verkrijgbaar met een dieselpartikelfilter (DPF), terwijl de vijfcilinder dieselmotoren daar standaard mee waren uitgerust. 
De T5 Transporter is niet te koop in de Verenigde Staten en Canada. Volkswagen en Daimler AG werken samen aan een nieuw model minivan geschikt voor deze markt.
De T5 was beschikbaar tot de facelift met de volgende motoren:
Benzine
| Type   | Motor     | Vermogen | Koppel | Aandrijving  | jaartal     |
| ------ | --------- | -------- | ------ | ------------ | ----------- |
| 2.0    | 4-in-lijn | 115 pk   | 170 Nm | voor         | 2003 - 2010 |
| 3.2 V6 | VR6       | 235 pk   | 315 Nm | voor/4Motion | 2003 - 2010 |

Diesel
| Type    | Motor     | Vermogen | Koppel | Aandrijving  | jaartal     |
| ------- | --------- | -------- | ------ | ------------ | ----------- |
| 1.9 TDI | 4-in-lijn | 85 pk    | 200 Nm | voor         | 2003 - 2010 |
| 1.9 TDI | 4-in-lijn | 102 pk   | 250 Nm | voor         | 2003 - 2010 |
| 2.5 TDI | 5-in-lijn | 130 pk   | 340 Nm | voor/4Motion | 2003 - 2010 |
| 2.5 TDI | 5-in-lijn | 174 pk   | 400 Nm | voor/4Motion | 2003 - 2010 |

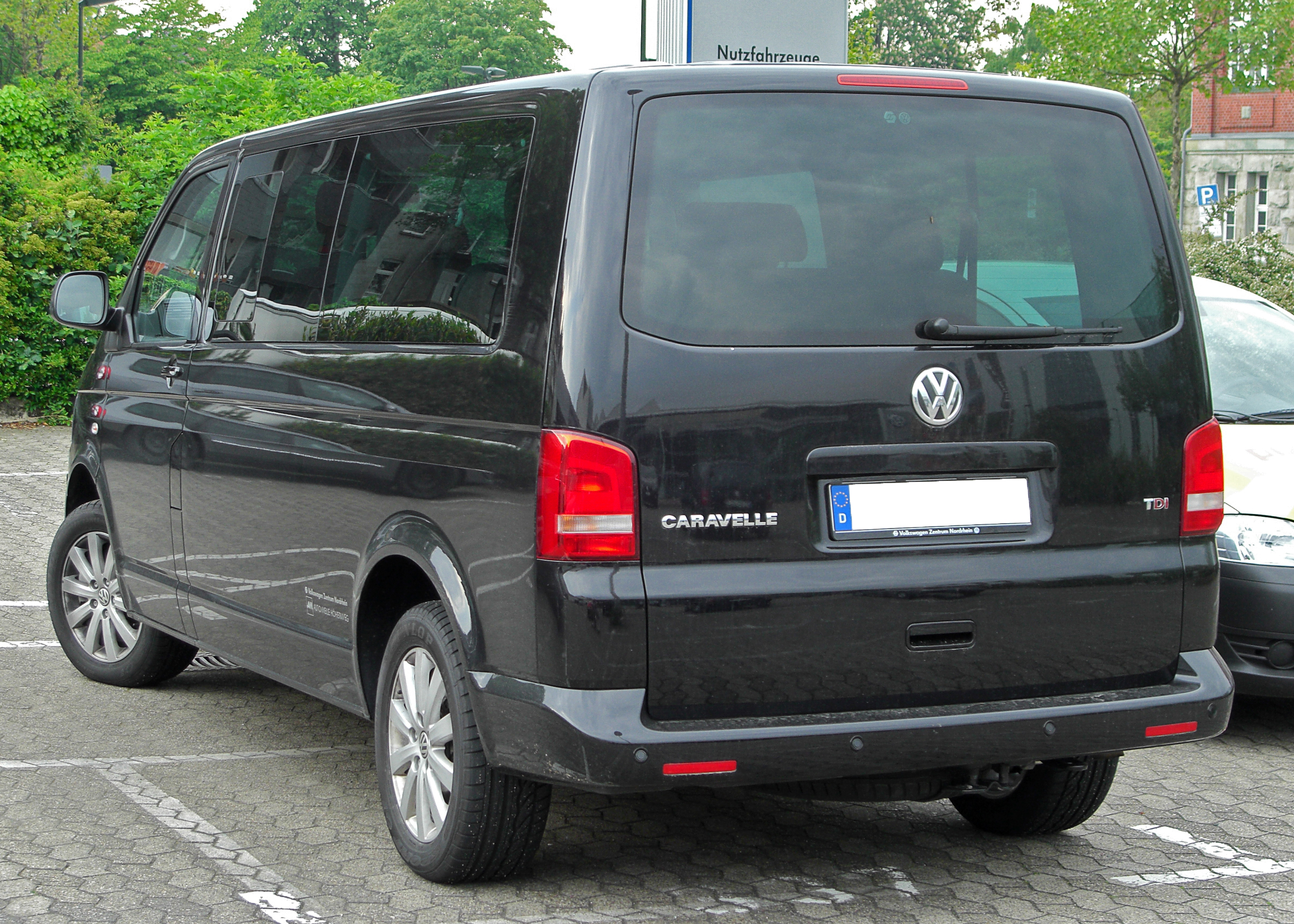
T5 Caravelle, in Nederland T5 Kombi Highline

 Met de introductie van de facelift kwamen ook nieuwe motoren:
Benzine
| Type    | Motor     | Vermogen | Koppel | Aandrijving  | jaartal     |
| ------- | --------- | -------- | ------ | ------------ | ----------- |
| 2.0     | 4-in-lijn | 115 pk   | 170 Nm | voor         | 2010 - 2013 |
| 2.0 TSI | 4-in-lijn | 204 pk   | 350 Nm | voor/4Motion | 2011 - 2015 |

Aardgas
| Type        | Motor     | Vermogen | Koppel | Aandrijving | jaartal     |
| ----------- | --------- | -------- | ------ | ----------- | ----------- |
| 2.0 Ecofuel | 4-in-lijn | 115 pk   | 170 Nm | voor        | 2013 - 2015 |

Diesel
| Type    | Motor     | Vermogen | Koppel | Aandrijving  | jaartal     |  |
| ------- | --------- | -------- | ------ | ------------ | ----------- |  |
| 2.0 TDI | 4-in-lijn | 84 pk    | 220 Nm | voor         | 2010 - 2015 |  |
| 2.0 TDI | 4-in-lijn | 102 pk   | 250 Nm | voor         | 2010 - 2015 |  |
| 2.0 TDI | 4-in-lijn | 114 pk   | 250 Nm | voor         | 2011 - 2015 |  |
| 2.0 TDI | 4-in-lijn | 140 pk   | 340 Nm | voor/4motion | 2010 - 2015 |  |
| 2.0 TDI | 4-in-lijn | 180 pk   | 400 Nm | voor/4motion | 2010 - 2015 |  |

## T6 (2015-2019)
In 2015 werd, 65 jaar na de introductie van de T1, de T5 door de T6 opgevolgd met een scherper gelijnde carrosserie env een vernieuwd cabine interieur. Deze introductie vond plaats bij de Nederlandse Volkswagenimporteur in Leusden, als eerbetoon aan de ontwerper van de Transporter, Ben Pon. De bouw ervan vond plaats in zowel Poznań als in Hannover. Aanvankelijk was het T5-motorengamma nog beschikbaar, aangevuld met vier nieuw ontwikkelde Euro6 motoren met de aanduiding: EA288 Nutz. Het motorengamma werd in 2016 sterk teruggebracht tot uitsluitend de vier 2.0 liter DTI EA288 Nutz-modellen. Deze motoren leverden volgens Volkswagen een gemiddelde besparing van 15% op het brandstofverbruik. Aan het exterieur werden ook wijzigingen aangebracht, zoals de LED-verlichting in de koplampen en achterverlichting, een verwarmbare voorruit en een elektrisch bedienbare achterklep die alle als optioneel verkrijgbaar waren. Voor de transmissie kon, afhankelijk van het model, worden gekozen uit een vijf- of zes-handgeschakelde versnellingsbak of een automatische zeven-versnellingsbak (DSG).
De in de T6 leverbare motoren:
Benzine
| Type    | Motor     | Vermogen | Koppel | Aandrijving  | jaartal      |
| ------- | --------- | -------- | ------ | ------------ | ------------ |
| 2.0 TSI | 4-in-lijn | 150 pk   | 280 Nm | voor/4Motion | 2015 - heden |
| 2.0 TSI | 4-in-lijn | 204 pk   | 350 Nm | voor/4Motion | 2015 - heden |

Diesel
| Type    | Motor     | Vermogen | Koppel | Aandrijving  | jaartal      |
| ------- | --------- | -------- | ------ | ------------ | ------------ |
| 2.0 TDI | 4-in-lijn | 84 pk    | 220 Nm | voor         | 2016 - heden |
| 2.0 TDI | 4-in-lijn | 102 pk   | 250 Nm | voor         | 2015 - heden |
| 2.0 TDI | 4-in-lijn | 114 pk   | 250 Nm | voor         | 2016 - heden |
| 2.0 TDI | 4-in-lijn | 150 pk   | 340 Nm | voor/4motion | 2015 - heden |
| 2.0 TDI | 4-in-lijn | 204 pk   | 450 Nm | voor/4motion | 2016 - heden |

De T6 werd door een internationale jury verkozen tot International Van of the Year 2016.
De Transporter (bestelauto) werd ook geleverd als personenauto/bestelauto als Transporter Kombi met een lager uitrustings- en afwerkingsniveau in vergelijking met de T6-personenauto's.
Op basis van de Transporter werden de personenauto's T6 Caravelle (in Nederland Kombi Highline), T6 California en T6 Multivan gebouwd.

## T6.1 (2019-2023)

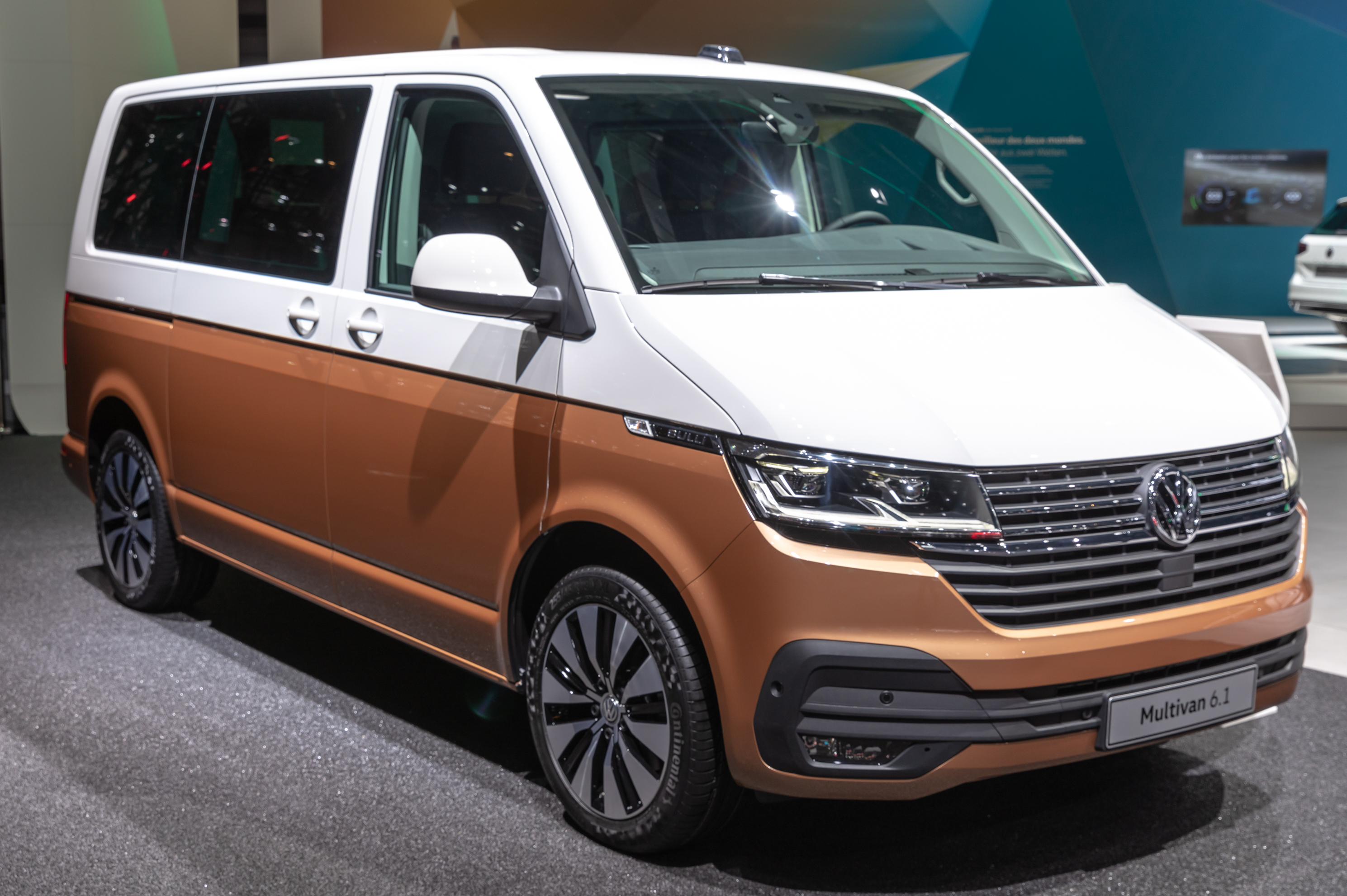
T6.1

In 2019 kreeg de T6 een facelift, het model heet sindsdien T 6.1.
Met de facelift had de Transporter onder andere smallere koplampen en een grotere grille gekregen.
Verder was de T6.1 voorzien van nieuwe motoren die voldoen aan de nieuwe Euro 6d-temp emissienorm. Ook had hij een moderner dashboard gekregen dat was uitgerust met het Modular Infotainment System (MIB 3), hierdoor sloot hij aan bij alle nieuwe Volkswagens m.b.t. connectiviteit. Door elektromechanische stuurbekrachtiging toe te passen waren veel nieuwe assistentiesystemen leverbaar geworden, onder andere Lane Assist, Trailer Assist en Park Assist. Deze waren al leverbaar op andere Volkswagen personenauto's en nu ook op de Transporter. Tijdens de facelift waren de benzine motoren verdwenen en was hij alleen nog maar leverbaar met dieselmotoren.
Ook kwam er medio 2020 een elektrische versie, die ontwikkeld werd in samenwerking ABT e-Line, een dochteronderneming van ABT Sportsline. 
De elektrische Transporter kreeg de naam e-ABT. Hij kreeg een 37,4 kWh-accupakket en een 82 kW (112 pk) sterke elektromotor. De actieradius was (volgens NEDC) 208 km.
De in de T6.1 leverbare motoren waren:
Diesel
| Type    | Motor     | Vermogen | Koppel | Aandrijving  | jaartal     |
| ------- | --------- | -------- | ------ | ------------ | ----------- |
| 2.0 TDI | 4-in-lijn | 90 pk    | 220 Nm | voor         | 2019 - 2023 |
| 2.0 TDI | 4-in-lijn | 110 pk   | 250 Nm | voor         | 2019 - 2023 |
| 2.0 TDI | 4-in-lijn | 150 pk   | 340 Nm | voor/4motion | 2019 - 2023 |
| 2.0 TDI | 4-in-lijn | 199 pk   | 450 Nm | voor/4motion | 2019 - 2023 |

## Laatste Transporter
In 2023 werd de productie van de Transporter gestopt en de voorraad uitverkocht. Opvolger van de  T6.1 is de T7, die geen geheel eigen product van Volkswagen meer is, maar ontstaan is uit een samenwerkingsverband van Volkswagen en Ford.

## Bekende bezitters van een Volkswagenbus
De Amsterdamse marktkoopman en sekteleider Lou de Palingboer maakte in de jaren zestig gebruik van een bus van het type T1. Op deze bus zat een reclamebord met de tekst: "Lou spreekt a.s. dinsdag in "Frascati", Nes 59, A'dam - Toegang vrij aanvang 2015 uur".

## Trivia
- De Nederlandse prijzen van de T1 begonnen destijds bij 5125 gulden (2330 euro).[bron?]
- Van de vier oorspronkelijke prototypen uit 1949 werd er één direct in gebruik genomen door de Keulse eau de cologne-fabrikant 4711.
- De bijnaam Bulli vindt zijn oorsprong in het dubbele karakter van de T1. Het is een samenvoeging van Bu(s) en Li(eferwagen), met een extra ‘l’ voor de leesbaarheid.
- Oorspronkelijk was de T1 af-fabriek alleen in het blauw leverbaar. Afwijkende kleurwensen werden lokaal door de Volkswagen-dealer ingevuld.[bron?]
- De eerste naakte vrouw in een Duitse film bezorgde de T1 veel publiciteit. In Der nackte Morgen (1958) ging actrice Hildegard Knef uit de kleren, wat destijds voor veel ophef zorgde. De Transporter profiteerde mee en kwam maar liefst achttien keer in beeld.[bron?]
- In Nederland werd de Transporter een vaste waarde voor het Nederlandse Staatsbedrijf der Posterijen, Telegrafie en Telefonie (PTT). Het nam de T1 direct op in het wagenpark.
- De Typ 2 T1 is in de volksmond bekend als de spijlbus. Dit door het stijltje dat de voorruit in twee delen scheidde.